# Lambeau Field
O Lambeau Field é um estádio localizado em Green Bay, Wisconsin (Estados Unidos). É a casa do time de futebol americano Green Bay Packers, da NFL.
Começou a ser construído em 1956, sendo inaugurado em 29 de setembro de 1957, no jogo Packers 21, Chicago Bears 17. Originalmente com capacidade para 32.500 torcedores, hoje pode receber quase 73.000 fãs.
Até 1965 chamava-se City Stadium, porém após a morte do fundador do time, Earl Louis "Curly" Lambeau em Junho de 1965, decidiu dar o seu nome ao estádio. A partir de 11 de Setembro daquele ano o estádio ficou conhecido como Lambeau Field.
O apelido The Frozen Tundra ("A Tundra Congelada" em português) refere-se a decisão do Campeonato da NFL de 1967, entre Packers e Dallas Cowboys, jogado no dia 31 de Dezembro com - 15 °C, no que ficou conhecido com Ice Bowl. O narrador da partida definiu o gramado como "The fronzen tundra of Lambeau Field". Os Packers ganharam o jogo (21-17) e o apelido permaneceu.
Uma renovação, com ampliação, ocorreu em 2003. O Lambeau Field é um estádio há mais tempo ocupado por um time da NFL. Em 2007, no Cinquentenário do estádio, os Packers farão sua 51ª Temporada no mesmo campo, superando o Chicago Bears que de 1921 até 1970 mandou seus jogos no Wrigley Field.
O estádio sofreu uma nova ampliação no ano de 2013, aumentando novamente sua capacidade e incluindo locais com assentos individuais.
Apesar de ser o estádio mais tradicional da NFL, curiosamente o Lambeau Field nunca sediou um Super Bowl. 

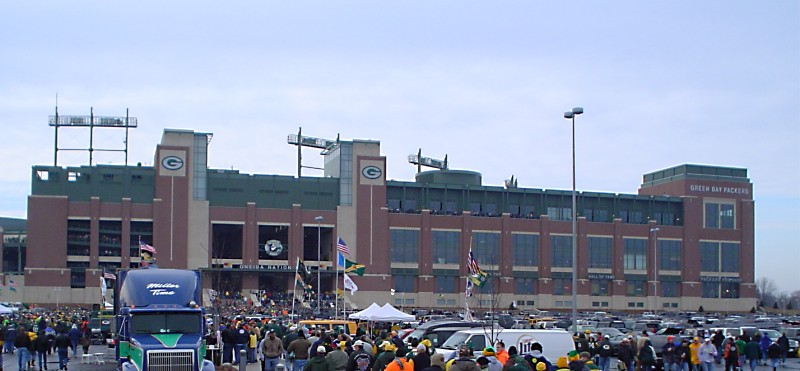
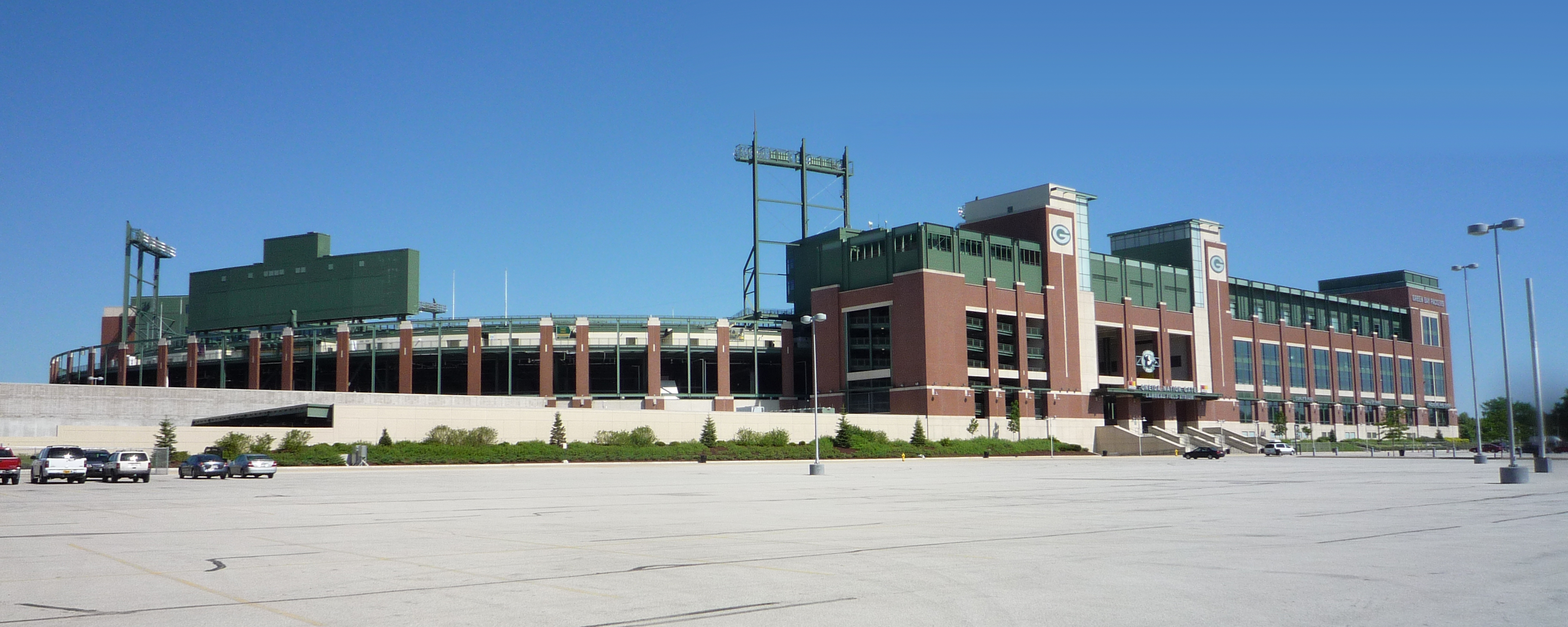
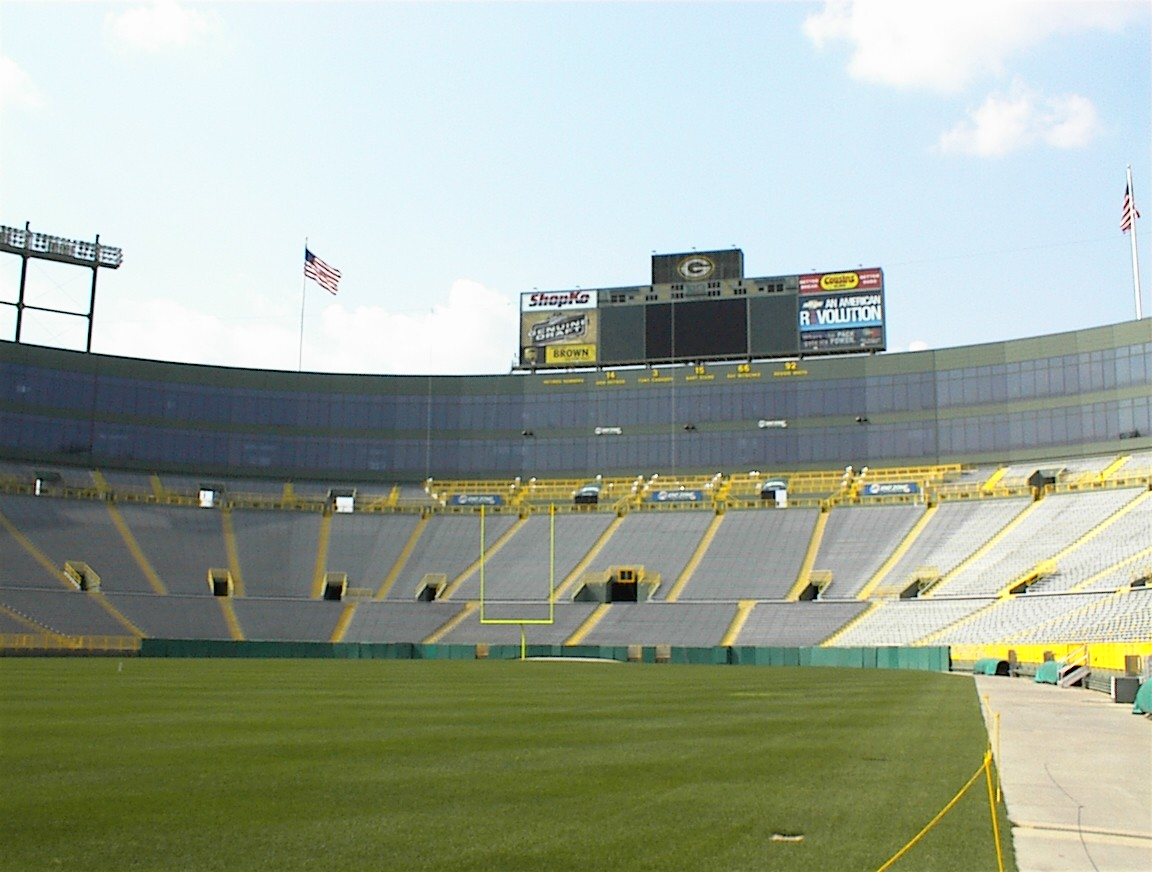
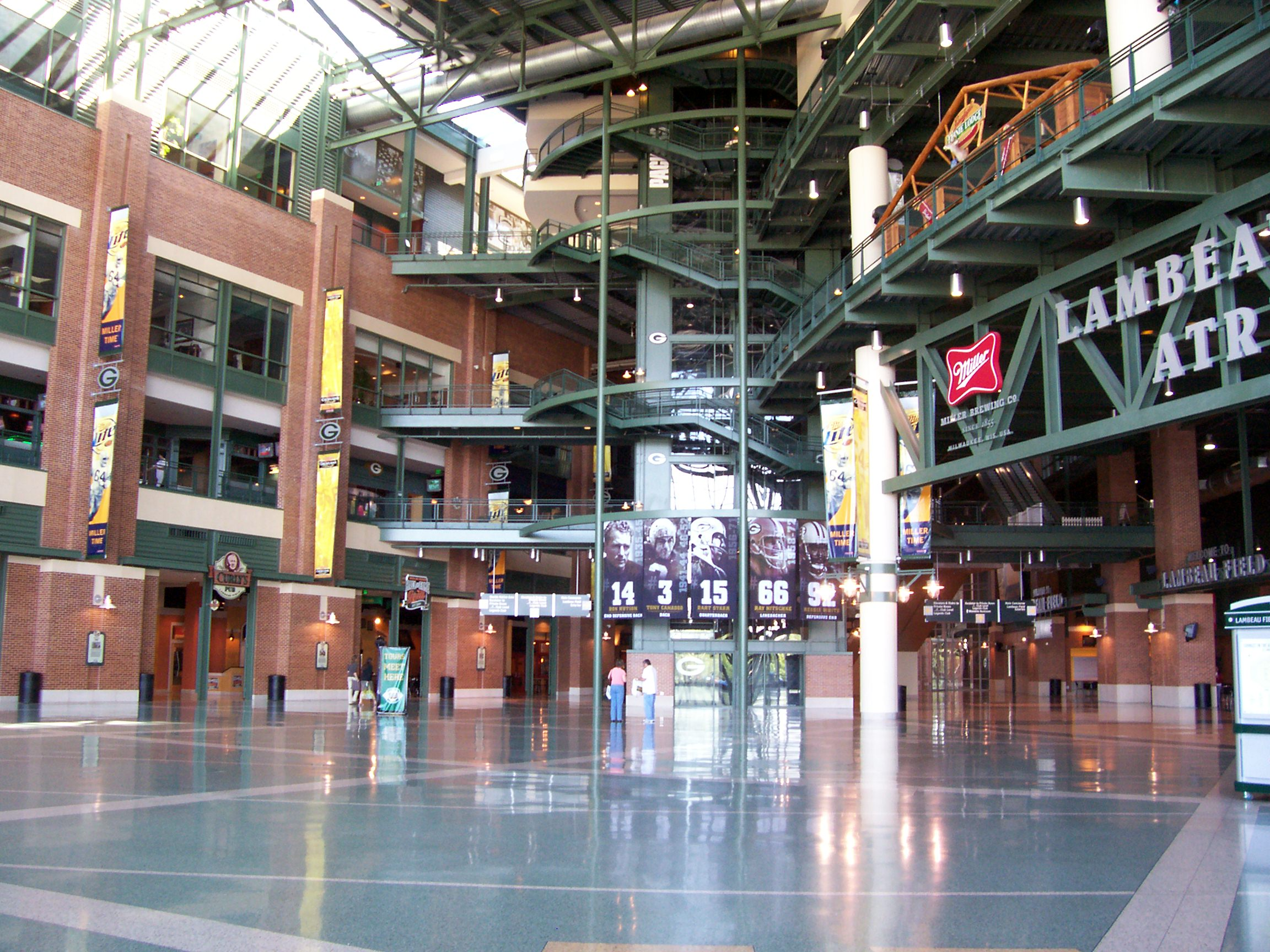
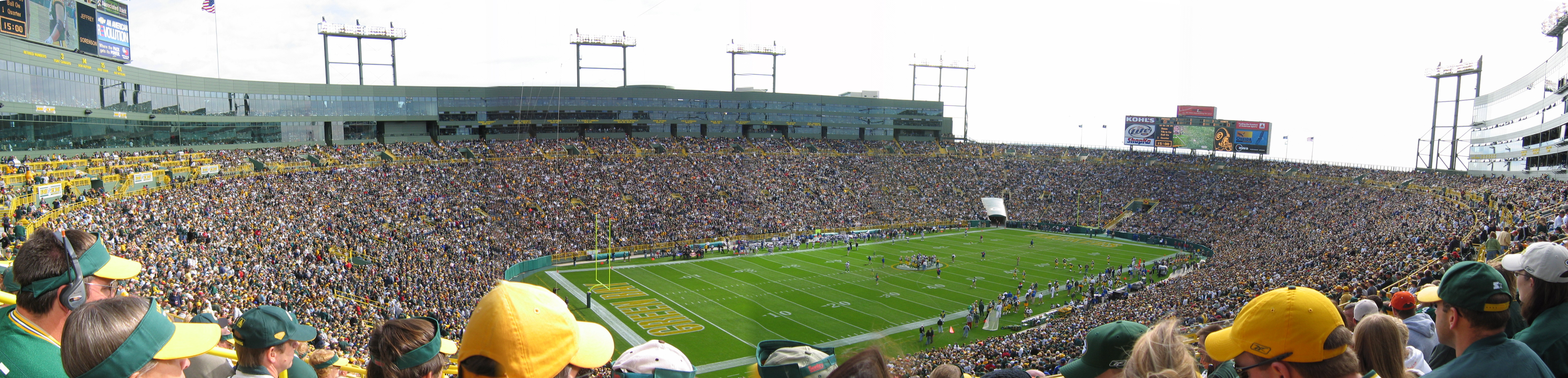